# Производственные запасы
Производственные запасы — запасы, поступившие на предприятие, но ещё не переданные на рабочие места.

## Определение
Согласно БСЭ производственные запасы — это сырьё, материалы, покупные полуфабрикаты и комплектующие изделия, топливо, инструменты и другие средства производства, поступившие предприятию, но ещё не переданные на рабочие места. Производственные запасы — это часть материальных ресурсов, которые измеряются в натуральных и денежных показателях.

## Виды производственных запасов
Согласно БСЭ производственные запасы бывают следующих видов:
- текущие запасы, которые обеспечивают непрерывность производства в период между двумя очередными поставками материалов на склад и определяются величиной их ежедневного потребления в производстве;
- страховые запасы, которые предназначаются для обеспечения бесперебойного снабжения производства в случаях нарушения графика или уменьшения поставок по сравнению с предусмотренными при расчёте норм текущего запаса;
- подготовительные запасы, которые создаются для обеспечения непрерывности снабжения.

## Нормирование производственных запасов
Планирование и регулирование производственных запасов требуется с целью повышения эффективности производства: снизить объёмы запасов до минимально необходимых для обеспечения ритмичности производства и ускорения оборачиваемости оборотных средств. Производственные запасы планируются по отдельным разновидностям потребляемых материальных ресурсов на основе групповых норм, предусмотренных планом материально-технического снабжения и учитываемых статистикой снабжения.
Текущие запасы нормируются по средней фактической партии поставки и интервала между двумя поставками по каждой разновидности материалов так, чтобы она была полностью израсходована ко времени поступления следующей партии. Расчётная величина партии определяется временем прохождения материалов со склада поставщика или с близлежащей базы к потребителю.
Страховые запасы нормируются с учётом планируемых сроков поставок и изменения работы поставщиков и транспорта.
Подготовительные запасы обычно нормируются так, чтобы они не превышали 3 дней. На предприятиях, куда грузы завозятся лишь в определённое время года, создаются сезонные запасы, размер которых нормируется от продолжительности сезонного перерыва в поставках.